# 拍子木

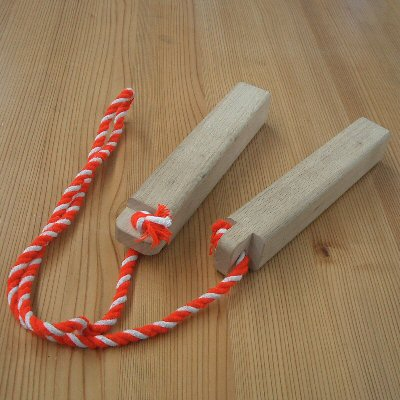
拍子木

拍子木（ひょうしぎ）とは、「拍子」を取るための木の音具。柝（き）。『和漢三才図会』には、「俗にいう拍子木（と表記する）」と記され、近世期では、「柝」と記して、「ひょうしぎ」と読ませている。両手に持って打ち合わせると、「カンカン」と高く澄んだ音が出る。日本では古来様々な用途に用いられてきた。
紫檀、黒檀、花梨、樫など堅い木材を細長い四角の棒状に切り、2本1組にして紐で男結びにしてつなぐ。紐は長めで、使わないときは自分の首にかけてぶら下げておくことができる。
紐を結ばない「かまぼこ型拍子木」もある。2本組であることが基本で、数え方の単位は「組」「対」である。

## 用途

### 楽器として
雅楽、祭りのお囃子などのほか、インストルメンタルなど、現代音楽でも打楽器として用いられることがある。

### 相撲で
「呼出し」が拍子木を打って、力士の名を呼ぶ。大相撲の呼出しが使う拍子木は、桜の木が使われている。
相撲では「柝の音」は「きのね」と読む。

### 舞台で
歌舞伎の演出では柝を用いる事があり、芝居の開始時の合図として打ったり幕切れで打ったりし、これらの時には２本を打ち合わせる。また役者の足取りに合わせて打たれたる等動作や物音を強調する為にも、「ツケ」という呼び名で用いられ、この場合には床に置いた板（ツケ板）に打ちつける。歌舞伎の拍子木はシラカシのものが使われる。
歌舞伎では「柝の音」は「きのおと」と読む。

### 紙芝居で
昭和初期から30年代にかけて下町で人気のあった街頭紙芝居屋は、自転車で町々を回って、拍子木を打ち鳴らし、子供を集めて飴を売り、紙芝居を見せた。

### 夜回り、夜警
警防団や消防団などが夜、見回る時に、 「戸締り用心、火の用心」と声をあげながら、拍子木をカチカチッと打ち鳴らして歩く。

### 格闘技で
プロボクシングでは、ラウンド終了10秒前を知らせるためにタイムキーパーが拍子木を打つ。これは日本のみならず世界共通であるが、実際に拍子木を使うのは日本だけで、アメリカ等では機械で打っている。また、K-1などの格闘技でも行われている。

### 市場取引で
証券市場や商品市場などでは取引が電算化されていなかった時代において、拍子木を打つことで取引価格の決定を知らせていた。
これを撃柝売買という（ 撃柝とは拍子木を打つこと）

### 宗教行事
- 祭礼
  - 山車の運行に、拍子木の音によって、止まれ、ススメ、回れ、などの合図をする。拍子木を使う進行役自身が「拍子木」と呼ばれることもある。
- 仏教など
  - 宗派によっては、読経の折などに拍子木で拍子をとることがある。
- 天理教
  - 天理教のおつとめに使う鳴物のひとつ。お歌の拍子をとるために使われ、鳴物の中でこの拍子木が芯となってつとめられる。

### その他
- 上泉信綱伝『訓閲集』（大江家兵法書を戦国風に改めた兵書）巻4「船戦」の項目に、「夜に拍子木を打つ」とし、水軍が合図に使用している。
- 福島県では鳥追いに子供達が使用し、鳥威しとしての役割が確認される[4]。

## 関連用語
拍子木切り
野菜などを小さく細長く、拍子木状に切る方法。おおむね1cm角で長さ5cm程度に切る。根菜類を揚げ物や煮物にする場合に使われることが多い。
千切りはこれよりもっと細く、短冊切りは平たく切る。
送り拍子木
夜、江戸の町角に人の姿は無く拍子木の音だけが響くとき、人々は「送り拍子木の妖怪が出た」と考えた。